# Rehek domácí
Rehek domácí (Phoenicurus ochruros) je druh ptáka z řádu pěvců a čeledi lejskovitých, hnízdící v severozápadní Africe, Evropě a Asii východně až po střední Čínu. Jde o malého ptáka s typicky rezavočerveně zbarveným ocasem, kterým často pocukává. Společně s blízce příbuzným rehkem zahradním je jediným druhem rehka vyskytujícím se na území střední Evropy. V Česku se vyskytuje na celém území od nížin až do 1602 m n. m. na Sněžce v Krkonoších.
Během hnízdění se živí hmyzem, pavoukovci a dalšími bezobratlými živočichy, mimo hnízdění si jídelníček zpestřuje rostlinným materiálem. Jedná se o monogamní druh. Hnízdo miskovitého tvaru si nejčastěji staví na budovách či jiných stavbách. Ve středoevropských podmínkách rehek domácí hnízdí pravidelně dvakrát do roka. Samice snáší nejčastěji 4–5 vajec, inkubace trvá 13–14 dní. Jedná se o málo dotčený druh. V roce 2023 byl Českou společností ornitologickou vyhlášen ptákem roku 2024.

## Etymologie a systematika
Druh prvně formálně popsal německý přírodovědec Johann Friedrich Gmelin v roce 1774 pod názvem Motacilla ochruros.  Až později došlo k jeho přeřazení do současného rodu Phoenicurus, který popsal anglický přírodovědec Thomas Forster roku 1817. Rodové i druhové jméno v latině odkazuje na typické zbarvení ocasu. Rodové jméno, Phoenicurus, vychází ze starořeckého phoinix, neboli „karmínový“, příp. „červený“, a -ouros, tedy „ocas(at)ý“; druhové jméno ochruros má pak původ ve slově okhros, tedy „světle žlutý“, a opětovně v příponě -ouros („ocas(at)ý“).
Český název rehek je předobrozeneckého původu. Vznik daného jména je nejistý, ale jako nejpravděpodobnější varianta se zdá onomatopoický původ, protože i pro jiné druhy zpěvných ptáků existují nářeční jména jako řehák nebo řeháček. Souvislost s řehtáním i rehtáním je možná i u rehka domácího, který zpívá sice melodicky, ale trylky prokládá chřestivými zvuky. Stejně tak vábení je popisováno jako pisklavé nebo chřestivé. Navíc je to pták, který se častěji vyskytuje v blízkosti lidských sídel, takže je pravděpodobné, že byl primárním nositelem uvedeného názvu, jenž se až později začal v českém prostředí používat i pro blízce příbuzného rehka zahradního (P. phoenicurus), zdržujícího se spíše v lesích. Hlas rehka zahradního je navíc oproti rehkovi domácímu jasný a zpěv melodický se zvonivými tóny. Jiný výklad jména vychází z toho, že původní podoba zněla rezek a odkazovala na rezavé zbarvení ocasu tohoto ptáka podobně, jako je tomu v latině, angličtině (redstart), němčině (Rotschwanz) nebo švédštině (rödstjärt) s tím, že varianta rehek vznikla až později. Lidově se rehek nazývá rovněž čermák či čermáček.
Rehek domácí je zástupcem rodu Phoenicurus, který čítá na 14 druhů malých pěvců rozšířených v Evropě, Asii a Africe. Analýza mitochondriální DNA prokázala, že v rámci daného rodu tvoří rehek domácí blízce příbuznou skupinu spolu s rehkem zahradním (P. phoenicurus), rehkem himálajským (P. hodgsoni), rehkem daurským (P. auroreus), rehkem bělokřídlým (P. erythrogastrus) a rehkem bělohrdlým (P. schisticeps). Se zmíněným rehkem zahradním se může rehek domácí křížit a vyvádět plodné potomky.

### Poddruhy
Rozeznává se 6 poddruhů, které se vzájemně často nápadně liší zbarvením (zvláště u samců):
- P. o. gibraltarensis (rehek domácí evropský) obývá severoafrickou a evropskou část areálu rozšíření a na východ zasahuje ke Krymu a západnímu Turecku. Větší velikost, vyznačuje se převážně černavou spodinou těla a bílým polem v křídle.
- P. o. murinus obývá Altaj, Tuvu, severní Čínu a západní Mongolsko. Rezavá spodina těla s černou náprsenkou, zasahující do poloviny prsní oblasti, kde je od rezavé ostře oddělena. Tmavší hřbet než ostatní východní poddruhy.
- P. o. ochruros obývá východní Turecko, Alborz a Kavkaz. Menší velikost, černá náprsenka zasahuje do spodní části prsou, kde je neostře oddělená od rezavé spodiny.
- P. o. phoenicuroides obývá Ťan-Šan na východ k Mongolsku. Menší velikost, černá náprsenka zasahuje do vrchní části prsou a je ostře oddělená od rezavé spodiny, bílé čelo.
- P. o. rufiventris obývá Turkmenistán směrem na východ přes Pamír a Alajský hřbet až k Himálaji. Větší velikost, černá náprsenka zasahuje k spodní části prsou a je ostře oddělená od rezavé spodiny.
- P. o. semirufus obývá Levantu. Menší velikost, jinak podobný poddruhu rufiventris.

## Popis
Štíhlý, s tenkým zašpičatělým zobákem, dlouhýma štíhlýma nohama a rezavočerveně zbarveným ocasem s hnědočerným středním párem rýdovacích per, který je dobrým poznávacím znakem ve všech šatech. Délka těla je 14–15 cm, hmotnost se pohybuje mezi 13–23 g. Délka křídla u ssp. gibraltarensis je 80–94 mm, zobáku (až k lebce) 14,1–16,3 mm a ocasu 55–63 mm.
Mezi poddruhy existují znatelné rozdíly ve zbarvení opeření, které se projevují hlavně u samců, lišících se zejména odstínem svrchní části těla, rozsahem bílé barvy na loketních a ramenních letkách (u některých poddruhů bílá barva v křídlech zcela chybí) a podílem černé a rezavé na spodní části těla; rozdíly u samic a mladých ptáků jsou méně zřetelné. Dospělý samec ssp. gibraltarensis je převážně šedavě černý (tvář, hrdlo a hruď jsou černé, zbytek spíše šedavý), s bělavým až šedobílým podbřiškem a nápadnou bílou skvrnou v křídlech, která je patrná i na složeném křídle a s věkem se zvětšuje. V prvním létě má samec křídla ještě hnědá bez bílého pole (občas maximálně s náznakem úzkého světlého proužku) a je celkově zbarven více do šedohněda podobně jako samice. Záměna samce rehka domácího s jinými ptáky hrozí ve středoevropských podmínkách díky charakteristickému rezavočervenému ocasu prakticky pouze u rehka zahradního, který se liší bíle zbarveným čelem, světlejším popelavě šedým temenem a hřbetem a nápadně oranžovočervenou hrudí.
Samice je celá tmavě šedohnědá bez bílé barvy v křídlech, podobná samici rehka zahradního, oproti níž je však zřetelně tmavší a více do šeda. Mladí ptáci se podobají samici, ale mají jemně skvrnitou spodní stranu těla. Po přepeření jsou od dospělé samice v terénu již prakticky nerozeznatelní, s olivově hnědým nádechem na hlavě a svrchní části těla. Zobák a nohy jsou ve všech šatech černošedé, duhovka tmavohnědá.

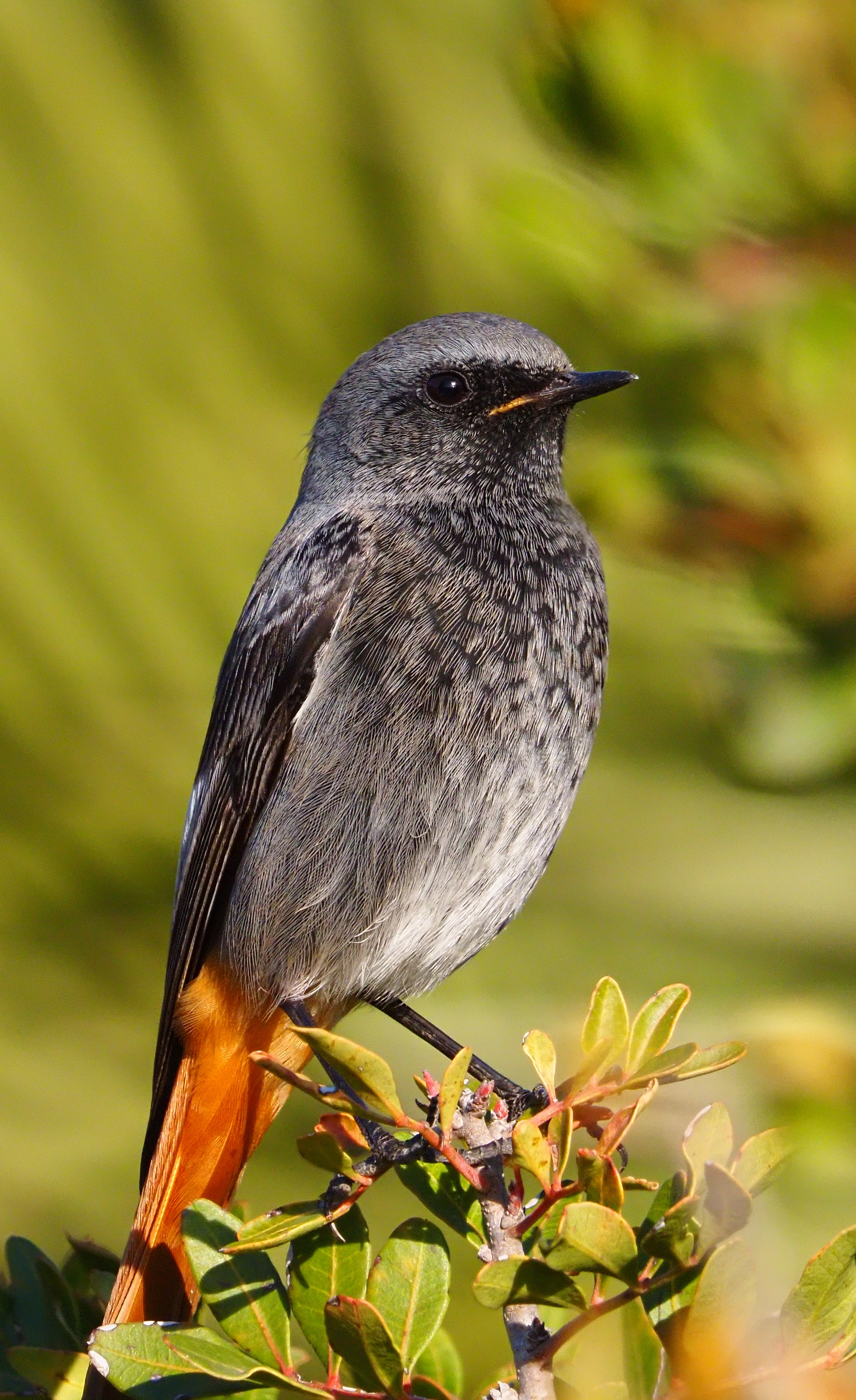
Samec (ssp. gibraltarensis)
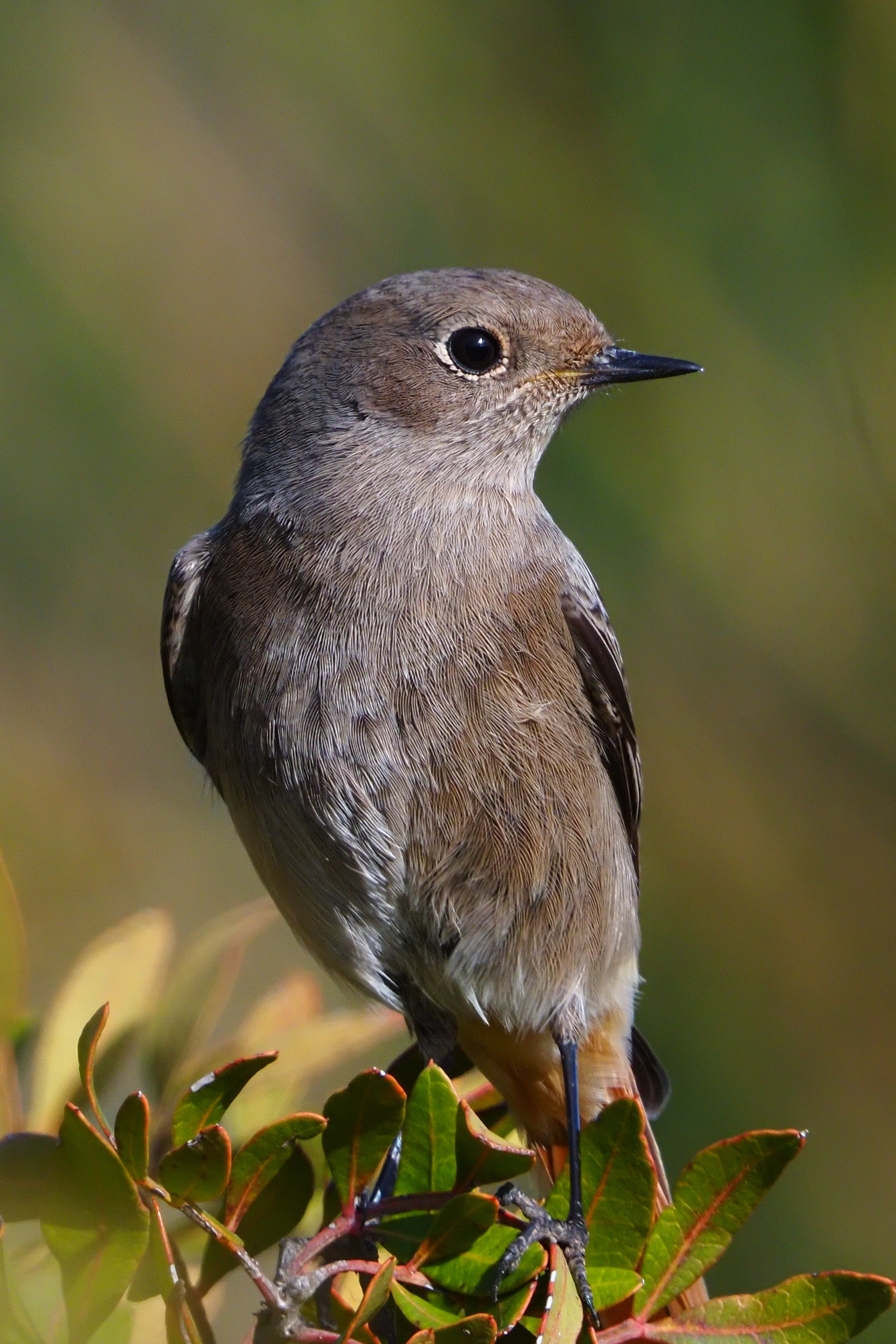
Samice (ssp. gibraltarensis)
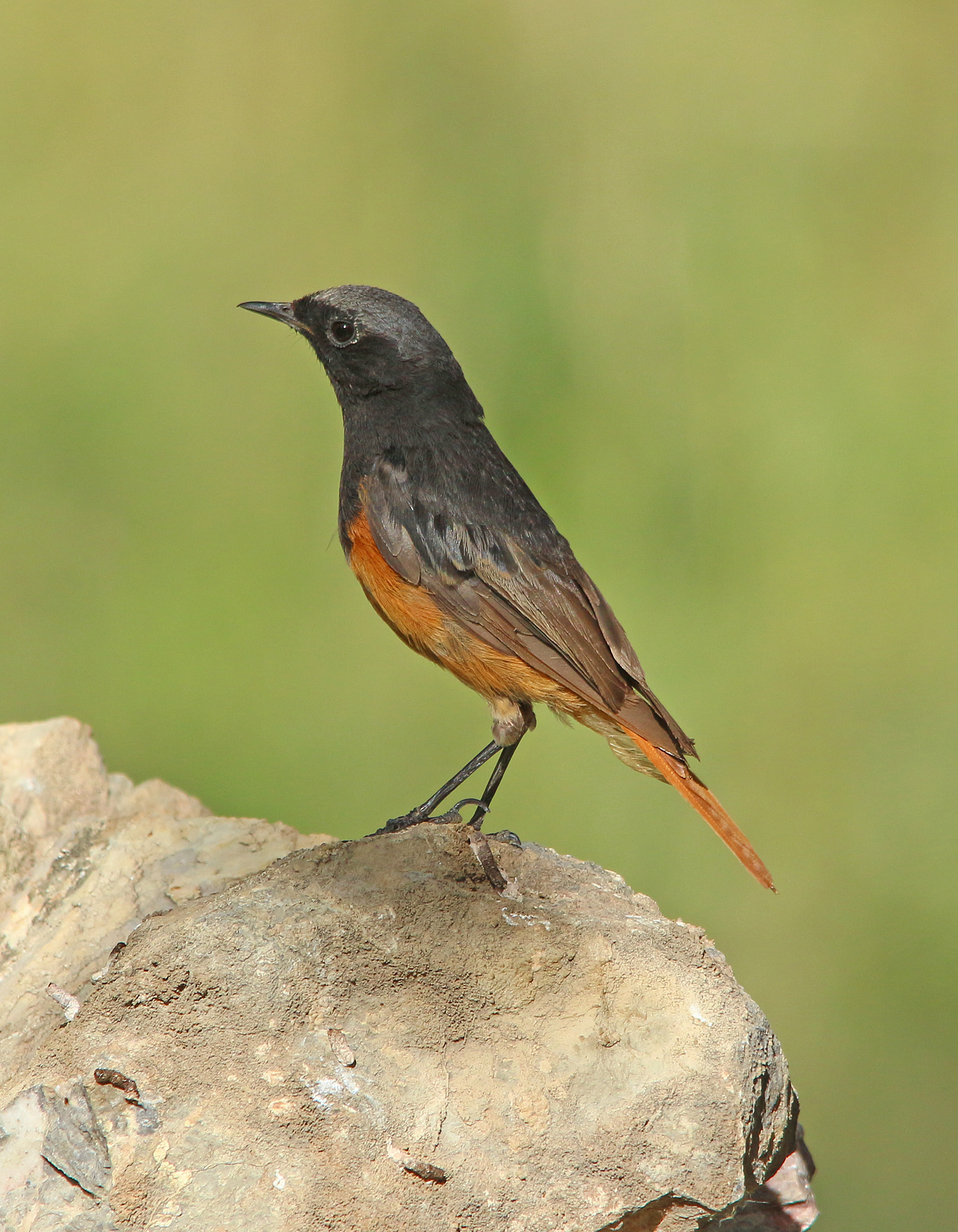
Samec (ssp. phoenicuroides)

## Rozšíření a stanoviště

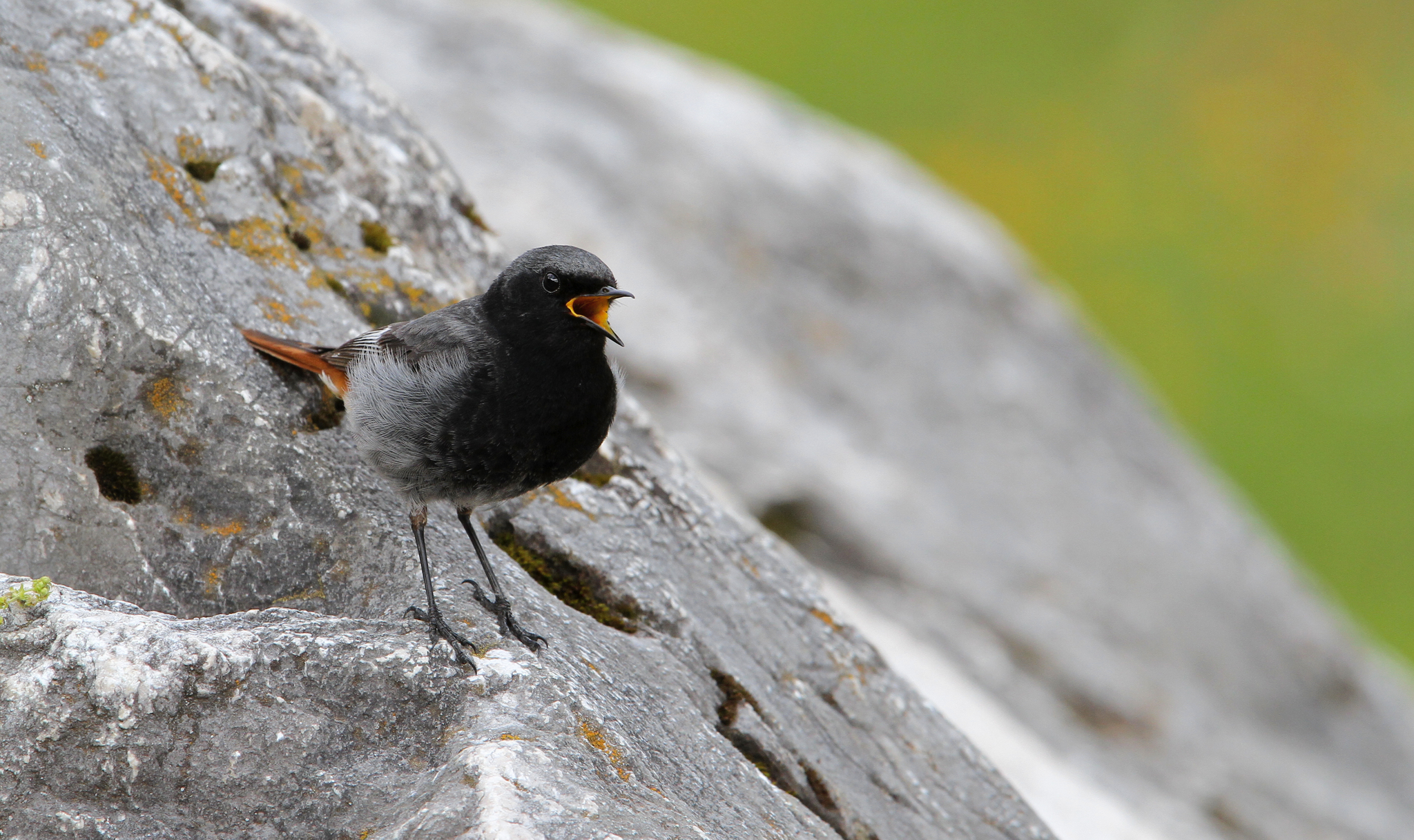
Zpívající samec v původním alpském skalnatém prostředí (Grainau, Německo)

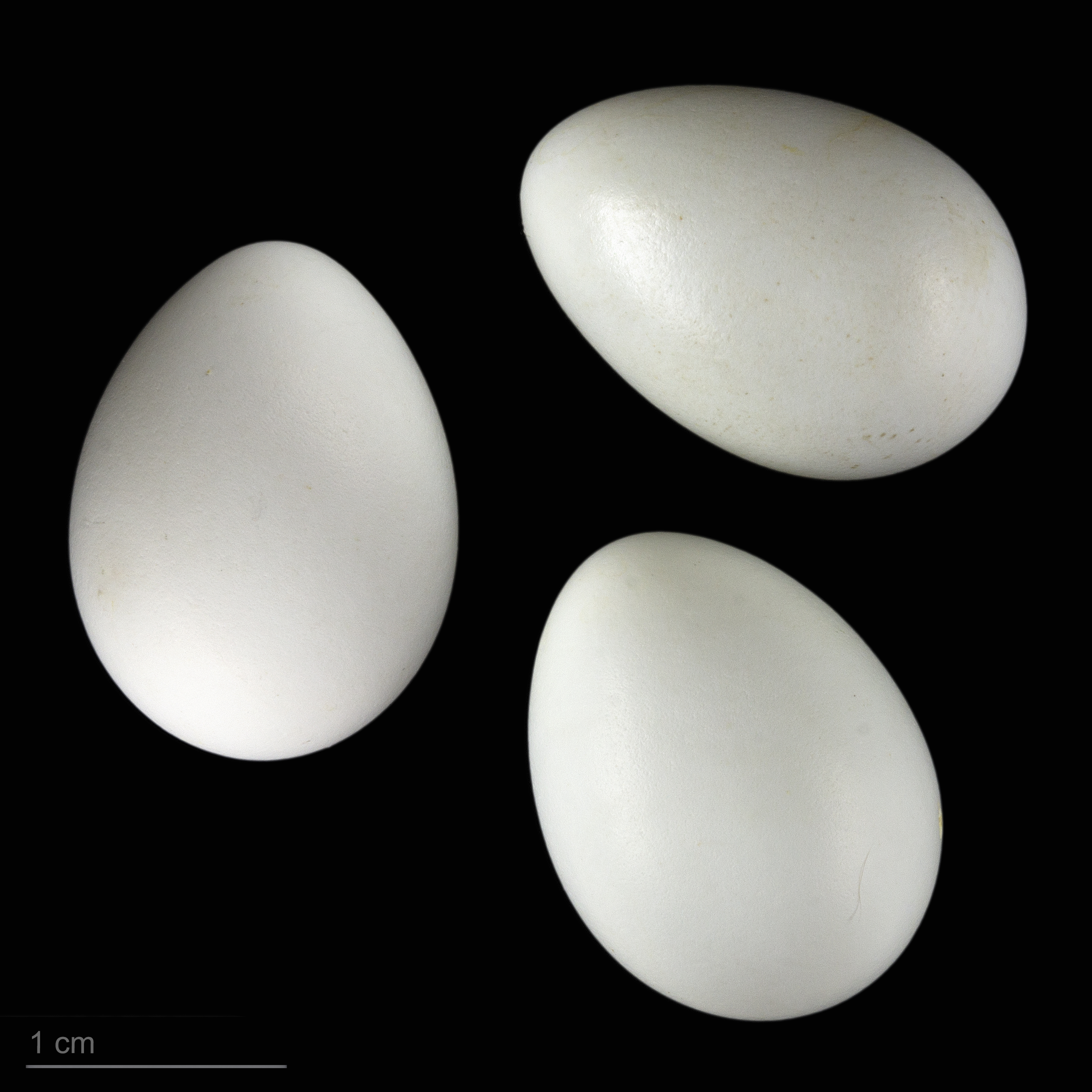
Vejce rehka domácího

Rehek domácí hnízdí v severozápadní Africe a na velkém území Evropy a Asie východně až po střední Čínu. V Evropě se areál od 50. let 19. století posouval severozápadním směrem, přičemž například ve Velké Británii první zdokumentované hnízdění proběhlo až v roce 1923. Je částečně tažný; ptáci z některých částí areálu se na zimu stahují hlavně do Středomoří, Afriky, na Blízký východ a do jižní Asie.
V rámci Evropy je rehek domácí tradičně spjatý spíše s výše položenými oblastmi až po sněžnou čáru, kde dává přednost suchým otevřeným stanovištím s útesy, skálami, kameny a balvany, řídkou vegetací a roztroušenými keři (nejčastěji jalovcem a pelyňkem). Vyloženě hustě zarostlým místům s vyšším podílem stromů se vyhýbá. Postupně se díky navázání na lidmi vytvořenou krajinu, simulující formou budov a dalších staveb původní skalnaté prostředí, rozšířil do nižších poloh a nížin, a pronikl rovněž do obcí a měst, kde je dnes běžně k vidění (byť zde stále vyžaduje přítomnost přinejmenším nějakých otevřených nebo „zanedbaných“ ploch s místy umožňujícími klidné hnízdění, což často vede k osidlování prostředí typu brownfieldů, továrních areálů, nádraží apod.). V Evropě vystupuje od hladiny moře do 2400 m, na Kavkaze do 2000–3000 m a v Himálaji až do 3300–5200 m n. m.

### Výskyt v Česku
V Česku se vyskytuje na celém území od nížin až do 1602 m n. m. na Sněžce v Krkonoších. Česká populace je takřka výlučně tažná, byť se podle dostupných záznamů v posledních dekádách snaží na území Česka čím dál více ptáků přezimovat (už mezi lety 1982–85 šlo o odhadem 5–10 jedinců). K odletu na zimoviště dochází od konce srpna do října s tím, že návrat na hnízdiště probíhá nejvíce v průběhu března (zvláště pak v poslední třetině měsíce).

## Biologie
Rehek domácí je aktivní, neklidně působící a i přes svou velikost nápadný pták, který často kmitá charakteristicky zbarveným ocasem. Sedává vzpřímeně na vyvýšených místech jako jsou kameny, zídky, větve keřů či nízkých stromů a při vzrušení podřepává. Létá lehce, vlnkovitě. Hnízdí v jednotlivých párech a v mimohnízdním období se vyskytuje obvykle samostatně, ale na tahu a v zimě někdy vytváří menší (a méně častěji i větší) hejna a ve volných rodinných skupinách, složených z vylétaných mláďat a rodičů, jej lze pozorovat rovněž na konci hnízdní sezóny.

### Vokalizace
Často a nápadně se ozývá (s výjimkou období na tahu a na zimovištích, kdy je vesměs tichý). Vábení představuje hvízdavé měkké „huit“ nebo ostré „fit“, často následované cvakavým „tek-tek(-tek)“. Zpěv je krátký, zvučný, začíná švitořivým vrzáním a pokračuje chřestivými a melodickými úseky. Někdy jsou do něj zakomponovány také imitace hlasů jiných ptáků, jako je budníček menší, sýkora koňadra nebo sýkora modřinka. Samec obvykle pronáší zpěv několikrát za sebou, pak udělá delší pauzu a pokračuje znovu. Hlavní zpěvní aktivita připadá na začátek hnízdního období s tím, že obvykle ustává se snesením vajec. Zpívá většinou z vyvýšeného místa od úsvitu do noci (někdy i po západu slunce, a to zvláště za jasnějších nocí osvětlených měsíčním svitem nebo v blízkosti pouličních lamp).

### Rozmnožování

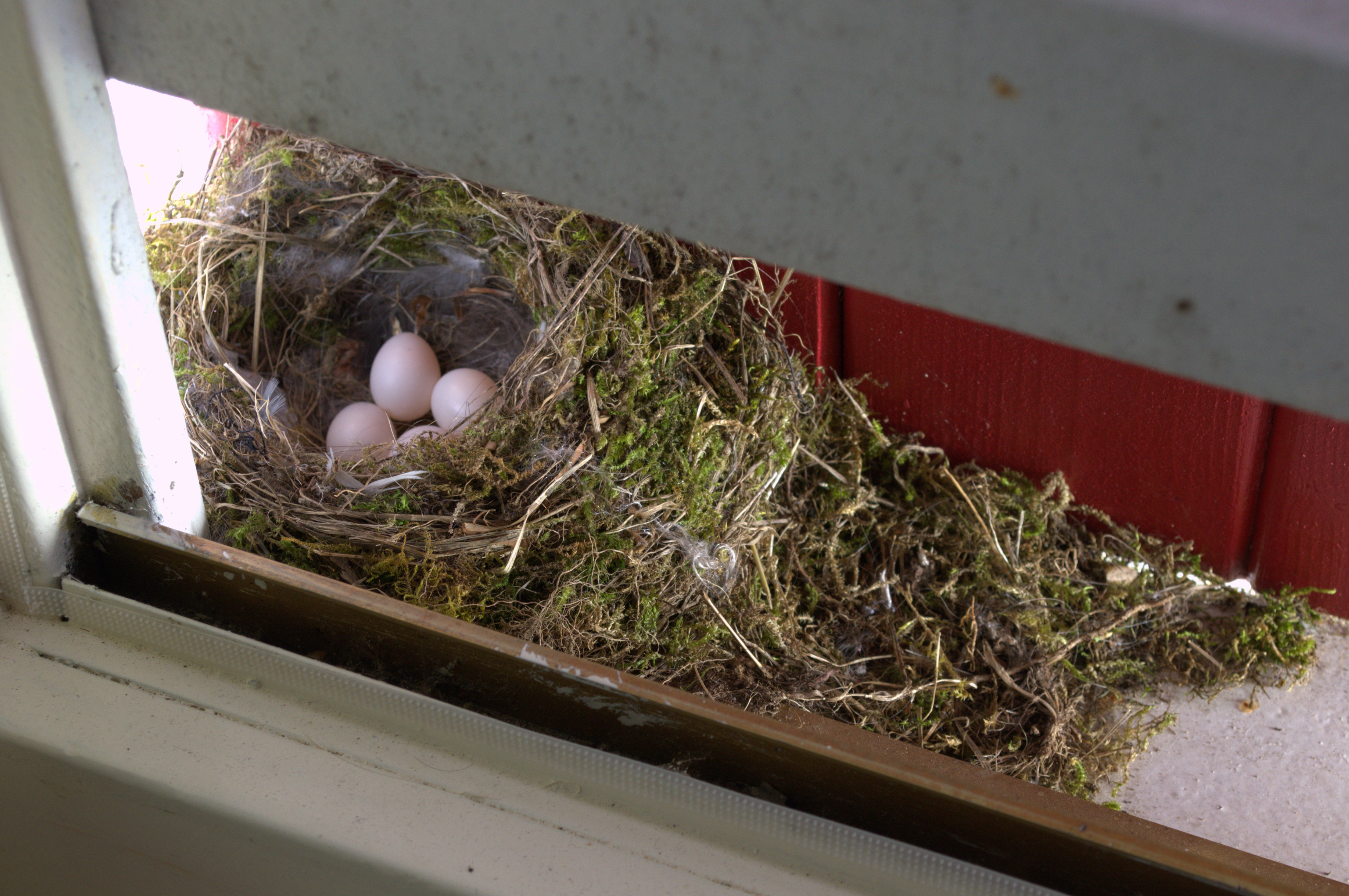
Hnízdo rehka domácího s vejci na okenní římse

Rehek domácí pohlavně dospívá ve druhém kalendářním roce života. Hnízdění probíhá monogamně (se vzácnými výskyty polygamie) a teritoriálně. Teritorialita hnízdnících ptáků se neprojevuje pouze vůči dalším párům vlastního druhu, ale i příbuzného rehka zahradního. Starší ptáci se na hnízdiště zpravidla vrací jako první (samci o něco dříve než samice) a obsazují kvalitnější teritoria, zatímco na mladé ptáky častěji zbývají méně kvalitní, okrajová teritoria v populaci. V případě, že na něm byli úspěšní, obsazují rehci domácí meziročně většinou stejné hnízdní teritorium. Velikost takového okrsku dosahuje v průměru něco málo přes 1 ha (v Česku jedna ze studií provedená v urbánním prostředí uvádí rozpětí 1,1–4,1 ha).
Hnízdo se nachází zpravidla na budovách a dalších stavbách všeho druhu (od altánů a kůlen přes hrady až po obývané domy), již jen zcela výjimečně původně na skalách daleko od lidských sídel. Umístěno může být vně stavby i uvnitř, často na trámech pod střechou, ve výklencích zdí, větracích otvorech a polobudkách, někdy rovněž na více či méně neobvyklých (a současně velice tmavých) místech typu svítidel, schránek na dopisy, zavěšených věnců na zdech či vchodových dveřích apod. Občas se nachází mimo budovy, avšak blízko nich, například v opuštěných vlaštovčích hnízdech, kamenných zídkách, hromadách dřeva, prostornějších (polo)dutinách stromů i samostatně stojících strojích a předmětech typu míchačky, automobilu či nákladního vagonu. Většina hnízd se nachází nevysoko ve výšce 1–4 m nad zemí, ale jsou známy i případy umístění hnízda 45 m vysoko.

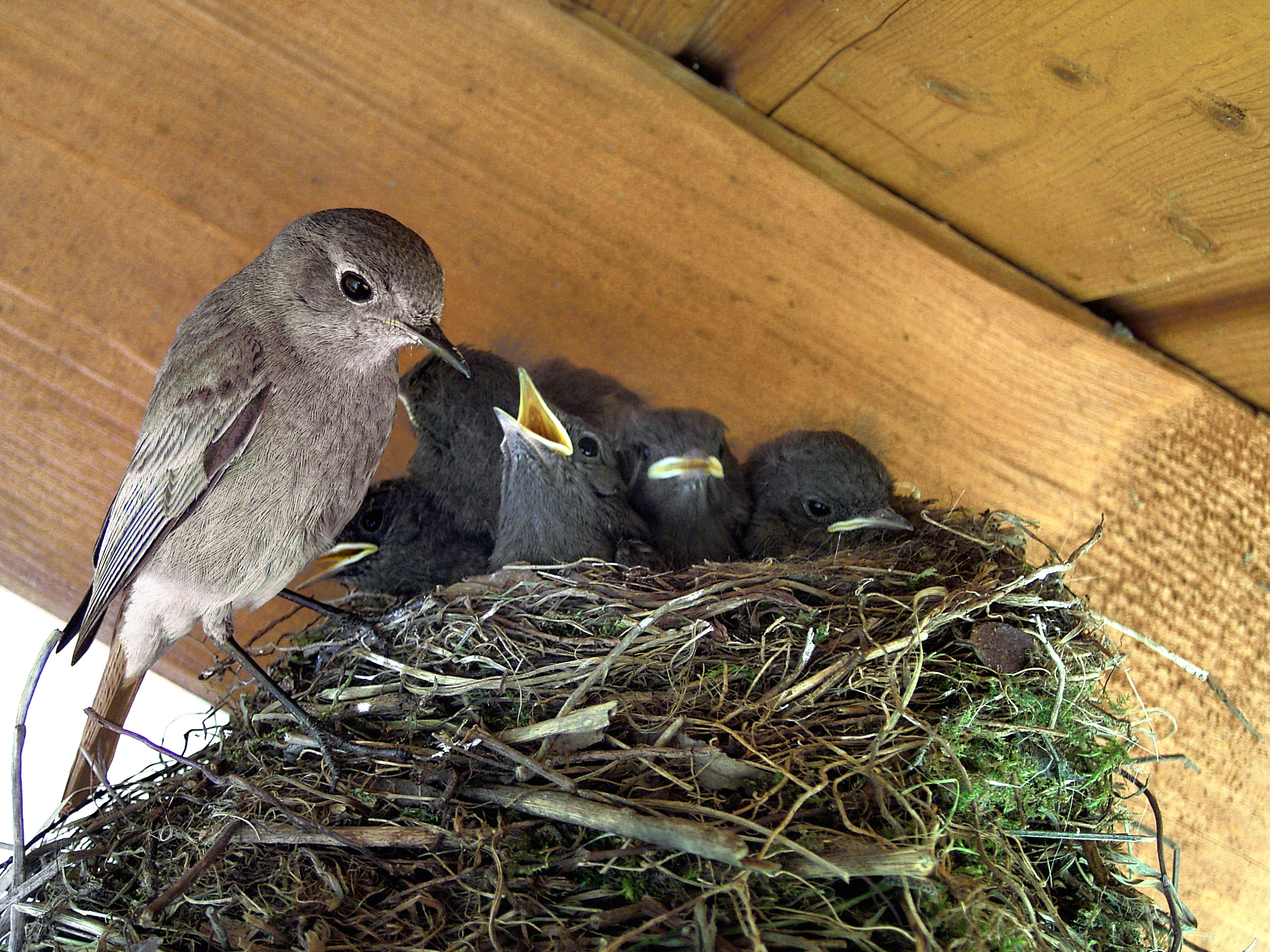
Samice při krmení mláďat na hnízdě

Otevřené miskovité hnízdo je postaveno z nejrůznějšího rostlinného materiálu, jako je suchá tráva s příměsí větviček, mech, listí či kořínky, s výstelkou z peří, srsti a nezřídka i vaty, provázků a dalších měkkých umělých materiálů. Vzhledem k vysoké variabilitě umístění hnízda je značně proměnlivá i jeho velikost; zatímco na volných trámech bývá základ hnízda značně neupravený a ve vztahu k velikosti hnízdní kotlinky poměrně rozměrný, v omezených prostorech typu výklenku ve zdi může být celá stavba naopak poměrně úzká a nízká. Samotnou stavbu hnízda, trvající 4–8 dní, zajišťuje zpravidla pouze samice.
Ve středoevropských podmínkách rehek domácí hnízdí pravidelně dvakrát (přibližně 50 % párů) a vzácně i třikrát do roka. Snůška čítá 4–5 (3–6) lesklých, čistě bílých, vzácně namodralých nebo na tupém pólu řídce červenohnědě tečkovaných vajec o průměrných rozměrech 19,5 × 14,6 mm a hmotnosti 2,3 g. Snášení probíhá denně, inkubace začíná od snesení posledního vejce a je zajišťována pouze samicí. Mláďata se líhnou po 13–14 dnech a jsou krmena oběma rodiči, z toho 12–17 dnů přímo na hnízdě a dalších 7–12 dnů ještě mimo něj.
Ztráty na hnízdech dosahují zhruba 25 % a jsou nejčastěji způsobeny opuštěním hnízda v důsledku vyrušování lidmi. Místy může představovat problém také predace hnízd, a to hlavně ze strany hlodavců a koček.
Nejvyšší zjištěný věk kroužkovaného ptáka v Evropě je přes deset let a dva měsíce.

### Potrava
Potrava rehka domácího je v období hnízdění výhradně živočišná, s příměsí rostlinného materiálu ve zbylých částech roku. Dominantní roli mezi kořistí hraje drobný hmyz (typicky dvoukřídlí, blanokřídlí, brouci, motýli a mšice), následovaný pavoukovci a dalšími malými bezobratlými. Rostlinnou složku potravy tvoří široká škála bobulí a měkkých plodů, často šťovíku (Rumex), brukvovitých (Cruciferae), ostružiníku (Rubus), bezu (Sambucus), hlohu (Crataegus) a dalších druhů charakteristických pro pionýrská rostlinná společenstva vyskytující se na často narušených místech s holými plochami. Obecně pak složení potravy jednotlivých párů do značné míry odráží aktuální nabídku bezobratlých v konkrétních teritoriích. Z 293 položek kořisti získaných z 8 hnízd rehka domácího v městském prostředí v Česku bylo identifikováno nejvíce housenek motýlů (23,2 %), pavoukovců (18,1 %), blanokřídlých (11,6 %) a stejnonožců (10,9 %) s tím, že průměrná délka kořisti představovala 10,2 mm. Vícero studií z původního horského prostředí v potravě mláďat uvádí zase vyšší zastoupení brouků.
Kořist loví buď aktivně pobíháním po zemi, nebo se jí zmocňuje ze země (méně často ze vzduchu a ještě sporadičtěji ze stěn a střech budov) po rychlém výpadu z vyvýšeného posedu. V porovnání s rehkem zahradním je u rehka domácího častější aktivní forma lovu, kterou tráví přibližně 46 % času (zbytek připadá na lov z posedu).

## Ohrožení a početnost
Mezinárodní svaz ochrany přírody (IUCN) hodnotí rehka domácího jako málo dotčený druh (LC). Velikost evropské hnízdní populace se odhaduje na zhruba 5,8–10 milionů párů s tím, že daný kontinent představuje přibližně 35 % globálního areálu rozšíření. Ve velké části střední a jižní Evropy je rehek domácí relativně běžným druhem ptáka, jehož populace se zdají být obecně stabilní. Podobně je tomu rovněž na území Česka, kde každoročně hnízdí odhadem 200–400 tisíc párů.
Obecně se předpokládá, že rozsáhlé přestavby a regenerace měst a obcí vedou k úbytku vhodných hnízdních stanovišť pro rehka domácího i řadu dalších ptáků navázaných na přítomnost lidí. Hnízdiště v urbánním prostředí jsou vedle toho náchylná na vyrušování a jiné (ať už úmyslné, nebo neúmyslné) maření hnízdění ze strany lidí, ke kterému dochází i kvůli nijak neobvyklé tendenci rehka zahnízdit na frekventovaném místě. V oblasti Středozemí je přetrvávající hrozbou lov protahujících a zimujících ptáků, byť v posledních dekádách jeho intenzita silně poklesla.